# Ligne 2 du tramway de Valenciennes
La ligne T2 du tramway de Valenciennes, originellement nommée ligne B, est une ligne reliant Vieux-Condé à l'université de Valenciennes dans la commune de Famars en desservant Valenciennes avec un tronc commun avec la ligne T1. À terme, la ligne devait relier la mairie de Vieux-Condé à la gare de Blanc-Misseron à Crespin, près de la frontière entre la Belgique et la France, via le centre-ville de Valenciennes. Il est annoncé le 25 mai 2013 que la section entre la place Poterne de Valenciennes et Crespin se ferait par un bus en site propre, et en novembre que la section prévue dans Valenciennes serait annulée.

## Histoire

### La phaseIII

#### La branche vers Vieux-Condé

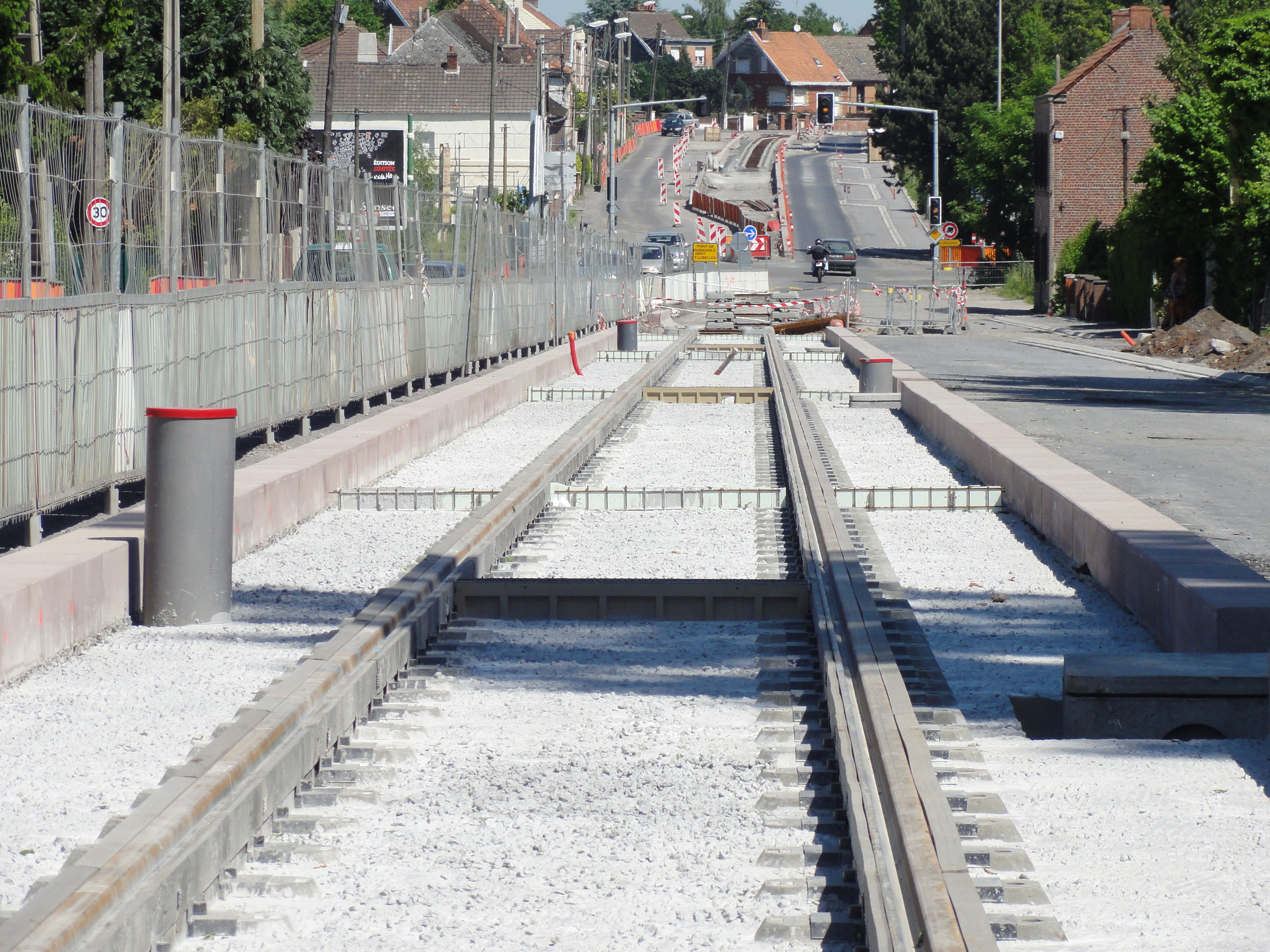
Les premiers tronçons posés de la ligne T2, à Escaupont en mai 2012.

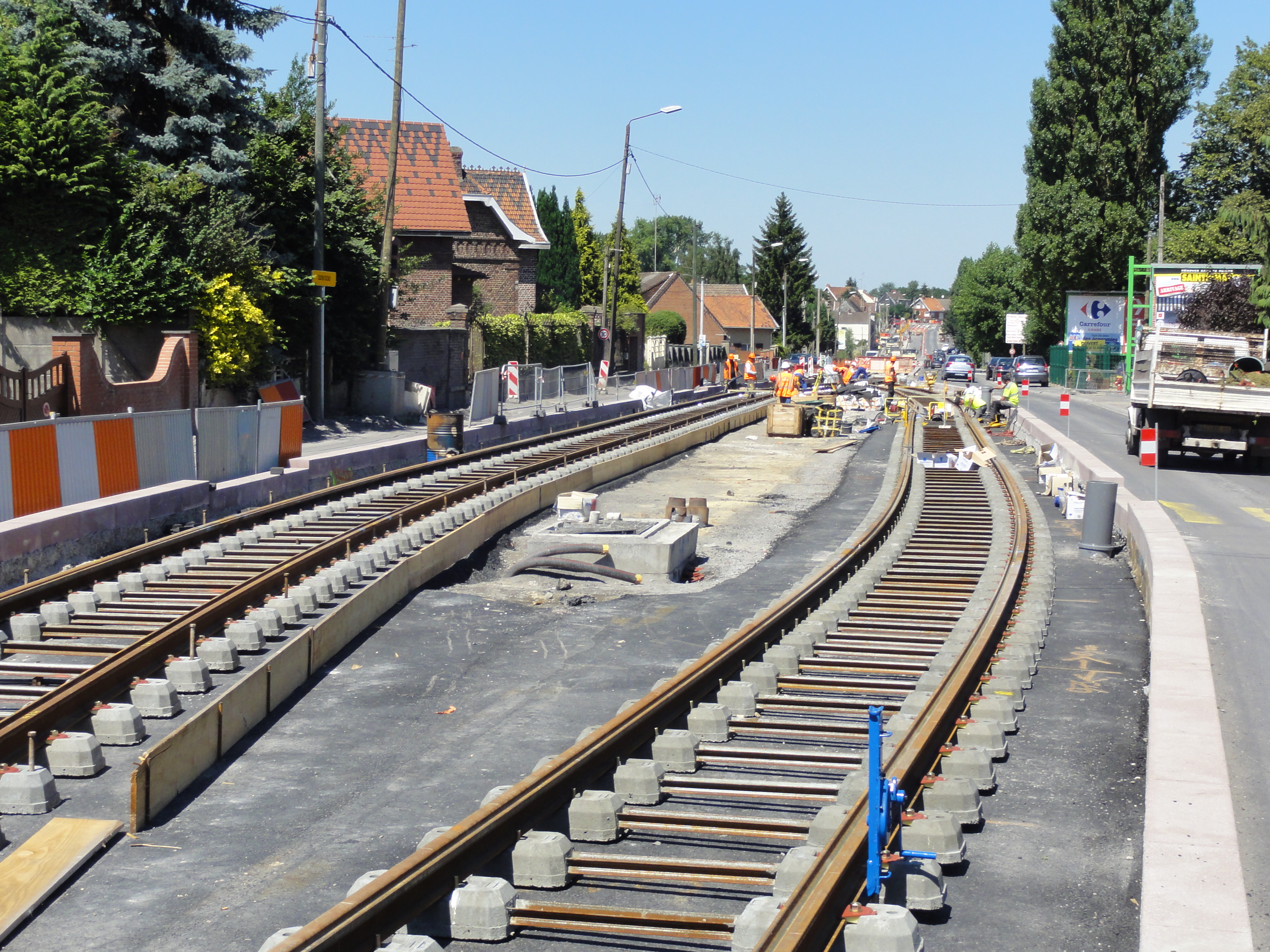
Une des premières stations équipées de rails, à Escautpont, le 23 juillet 2012.

À Anzin, le pont de la Bleuse Borne, près de l'ancienne fosse du même nom, a été démoli pour être remplacé par un pont plus large. Celui-ci est fermé à la circulation le 20 août 2012, et a été démoli en novembre.
À la mi-août 2012, Philippe Roulet, responsable sécurité et travaux au sein du Siturv, indique que le retard de huit mois va être réduit en retard de deux ou trois mois. Celui-ci est en partie dû à cinq semaines d'intempéries et au temps perdu avec RFF pour trouver un accord afin de fermer la circulation aux trains pour détruire le pont de la Bleuse Borne. Les chantiers sont multipliés pour résorber le retard, passant de deux à quatre. À Bruay-sur-l'Escaut, suivant le secteur, la pose des rails s'est terminée entre février et avril 2013. La pose des rails entre Condé-sur-l'Escaut et Escautpont s'est déroulée en août 2012. De février à avril 2013, la pose des rails s'est effectuée sur deux secteurs : celui de la Croix d'Anzin jusqu'à la station Paul-Bert de Bruay-sur-l'Escaut, et à Vieux-Condé et Condé-sur-l'Escaut.
Une fois que la voirie et la pose des rails sont effectuées, il restait cinq étapes bien moins visibles : l'installation des lignes aériennes de contact, et des poteaux, étapes prévues fin janvier, puis des câblages d'alimentation, des stations, des locaux techniques et bâtiments de signalisation, et finalement, la billétique et l'information.
Les premiers essais à blanc ont eu lieu à partir du 15 octobre 2013. L'inauguration de la ligne s'est déroulée le 13 décembre 2013, la mise en service commerciale fut reportée au 24 février 2014, après deux mois de marche à blanc,.

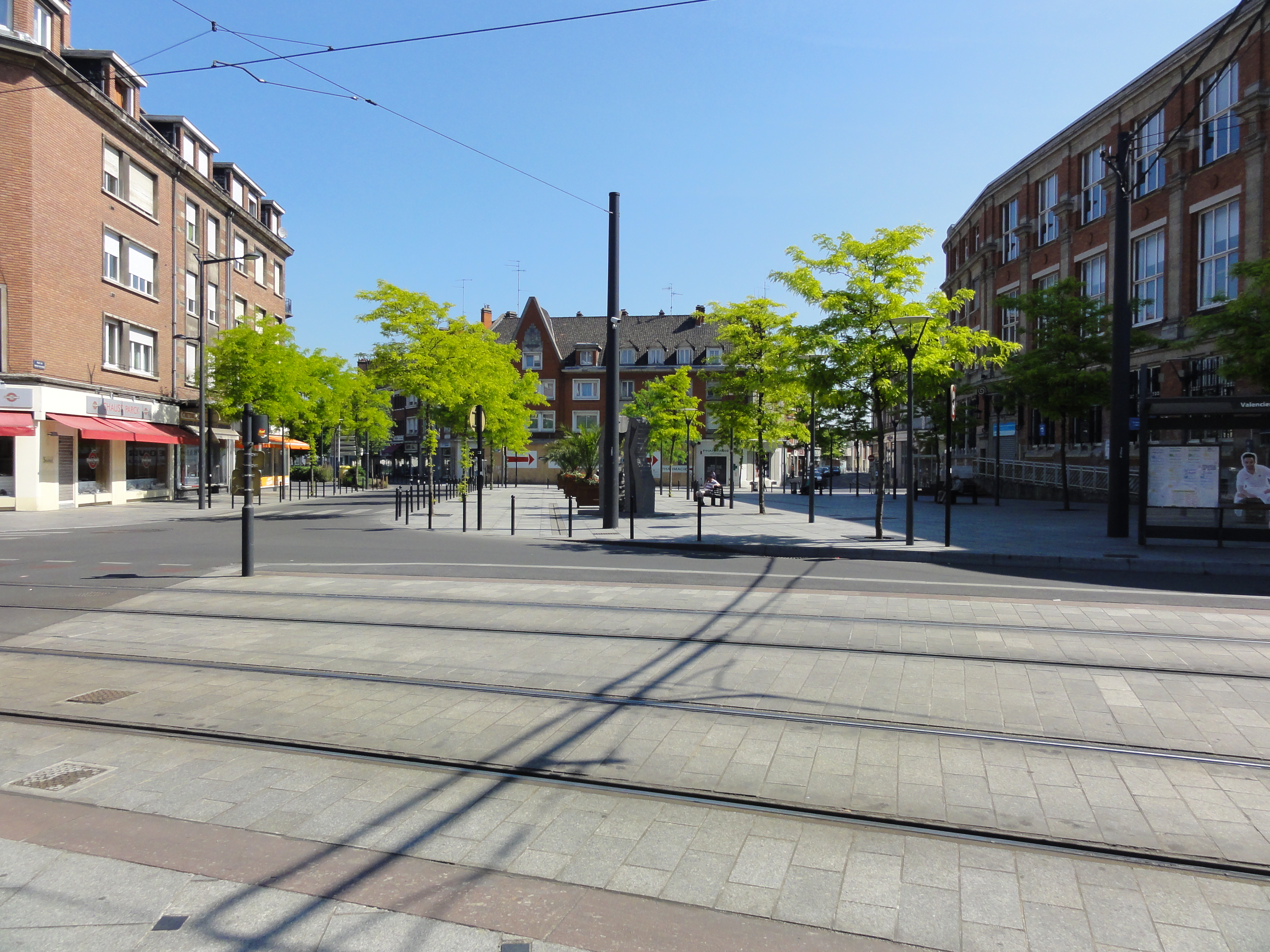
L'emplacement de la future station de la place du Marché aux Herbes, en lieu et place des arbres.

#### La section entre la place du Marché aux Herbes et la place Poterne
La section entre la place du Marché aux Herbes et la place Poterne devait initialement être construite plus tard, en même temps que la phase IV, vers Crespin, mais il a été décidé en février 2012 d'inclure cette courte section dans la phase III, afin de terminer plus rapidement les travaux dans Valenciennes, et permettre de desservir une zone très peuplée et stratégique, la place Poterne, proche de l'université des Tertiales, des collèges Eisen et Watteau, et des lycées La Sagesse, Notre-Dame et Watteau. L'autre avantage est que les bus n'auront plus besoin d'entrer dans le centre-ville de Valenciennes. Francis Decourrière indique qu'en parallèle de cette opération, 1 500 places de parking situées sur les boulevards Saly, Carpeaux, Watteau, Pater et Eisen, deviendront payantes. Ainsi, les automobilistes emprunteront le tramway.
Cette section sera constituée de trois stations, dont deux seront à double voie. La rue de Mons est empruntée comme elle l'était également par l'ancien réseau. Les travaux sont aussi l'occasion de renouveler tous les réseaux de ce secteur,.
Cette section est annulée en novembre 2013.

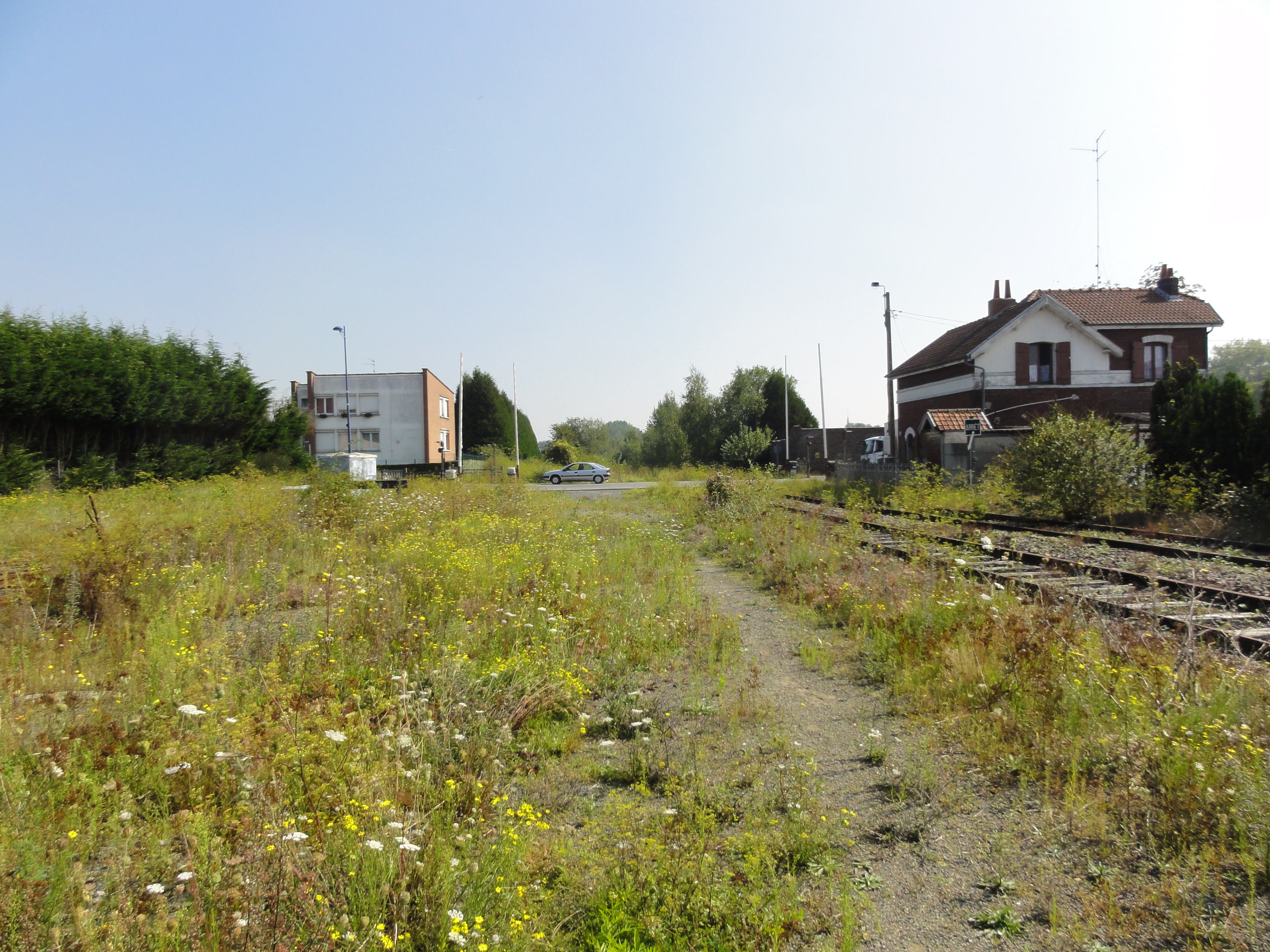
Le terminus oriental prévu de la ligne B originelle, l'ancienne gare de Blanc-Misseron à Crespin. Au fond, la ligne inusitée vers la gare de Quiévrain.

### La phaseIV
Initialement, la phase IV devait être constituée de la branche vers Crespin, mais il a été décidé en février 2012 d'incorporer les stations Place du Marché aux Herbes, Rue de Mons, et Place Poterne à la phase III. Aussi, depuis cette date, la phase IV débute à la place Poterne, à Valenciennes, près de Saint-Saulve, et se termine à Crespin.
Le tracé suit la route de Valenciennes à Mons sur le territoire de Saint-Saulve. À l'entrée d'Onnaing, il remonte vers le nord pour ensuite longer la ligne de Douai à Blanc-Misseron jusqu'à la gare de Blanc-Misseron à Crespin, sur six kilomètres. En ce sens, il s'agit à peu de chose près d'un tram-train. La ligne A comporte également une section ferroviaire sur 7 200 mètres, en lieu et place de l'ancienne ligne de Somain à Péruwelz. Ce projet connaît un certain retard depuis son lancement. Le 25 mai 2013, il est annoncé que cette section sera réalisée pour un bus en site propre, pour un début des travaux au printemps 2014 et une mise en service en 2015, sans doute à cause de Cécile Gallez, maire de Saint-Saulve.

### Travaux
La phase III, c'est-à-dire l'extension vers Vieux-Condé, a été reconnue d'utilité publique par la sous-préfecture en juillet 2011. Les travaux ont pu commencer dans la foulée. Le coût de la phase III est estimé à 103 millions d'euros, celui de la phase IV, à 52 millions d'euros, pour un total de 155 millions d'euros sur l'ensemble de la ligne B telle qu'originellement prévue, de Vieux-Condé à Quiévrechain via Valenciennes. La participation financière de l'État est de 25,3 millions d'euros au titre de l'agence de financement des infrastructures de transport et de 21 millions d'euros au titre du contrat de plan État-Région.
La première commune à être entièrement traversée par les rails est Escautpont, le premier rail y a été posé le 15 mai 2012.
Il est établi qu'en novembre 2012, l'avancement des travaux de la branche vers Vieux-Condé est conforme au planning prévisionnel. À la fin du mois précédent, le seuil d'avancement de la moitié des travaux a été franchi.

#### Découverte de catiches à Anzin
Des catiches ont été découvertes à Anzin durant l'été 2012, ce qui a causé un retard de deux mois et demi dans les travaux. De manière générale, les journaux s'intéressent plus aux plaintes des riverains qu'à l'avancée des travaux.

#### Démolition du pont de la Bleuse Borne

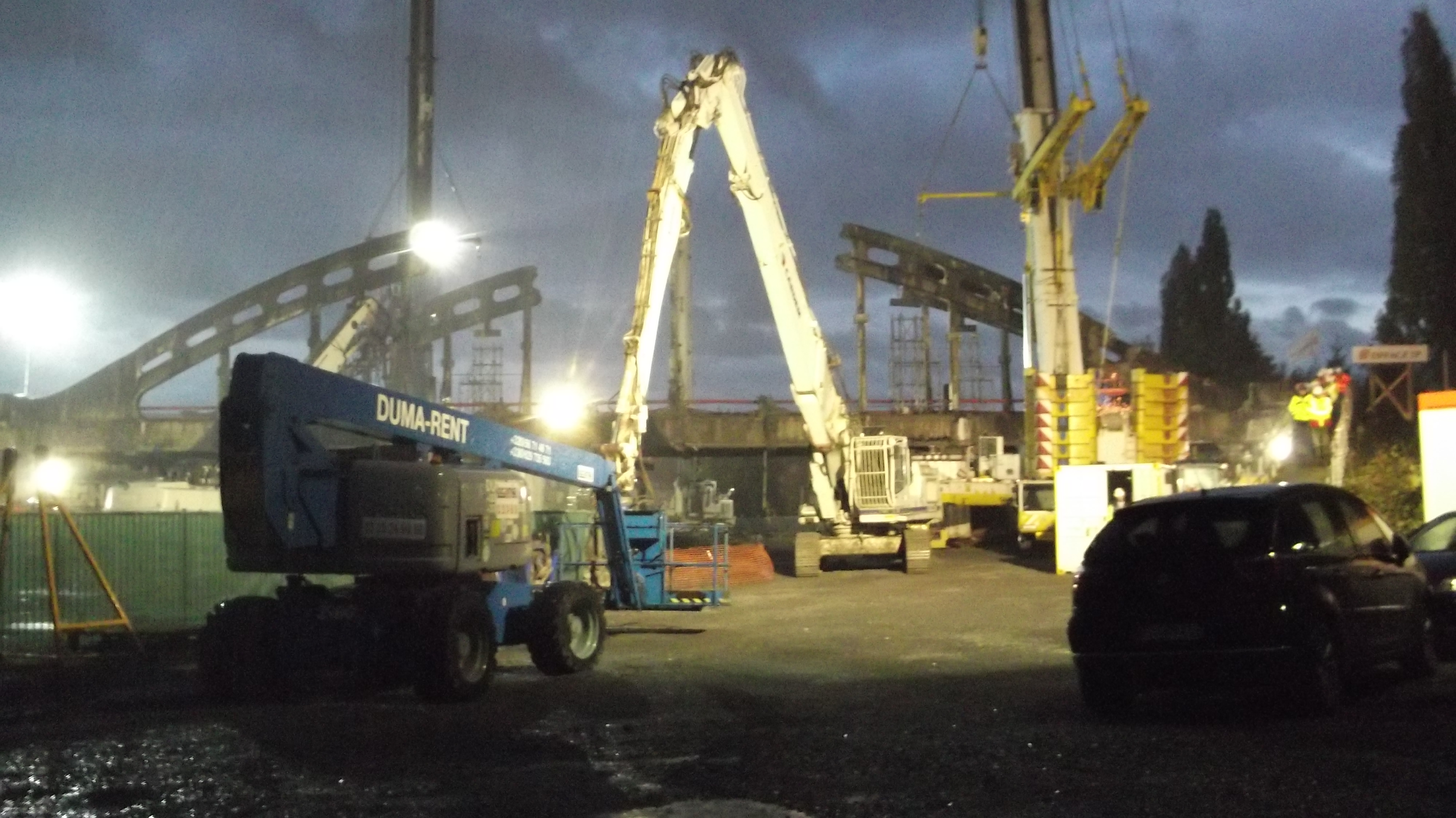
Démolition de l'ancien pont de la Bleuse Borne, par-dessus les lignes de Fives à Hirson et de Douai à Blanc-Misseron.

Le pont de la Bleuse Borne a été construit en 1925, près de la fosse du même nom. Il pèse 2 600 tonnes. Celui-ci étant usé par le temps, pour permettre le passage de la ligne B, il a été détruit morceau par morceau le premier week-end de novembre 2012. Un nouveau pont va être reconstruit, et ouvert à la circulation en mai 2013. Réseau ferré de France donne soixante-douze heures au Siturv pour démolir le pont, les circulations de TER sur les lignes de Douai à Blanc-Misseron et de Fives à Hirson seront interrompues. Ce chantier coûte 3 500 000 € dont 600 000 € pour la destruction du pont, dont les travaux préparatoires commencent effectivement le 20 août 2012, avec la fermeture du pont à la circulation. Les travaux se sont déroulés sans problèmes,,.

## Infrastructure

### La ligne
La ligne T2 du tramway de Valenciennes emprunte les sections suivantes :
- Vieux-Condé - Croix d'Anzin, mis en service le 24 février 2014 ;
- Croix d'Anzin - Université, ouverte le 3 juillet 2006, à l'occasion de la mise en service de la ligne T1.

D'autres pourraient être créées :
- Place du Marché aux Herbes - Place Poterne, qui aurait dû ouvrir vers 2013, à l'occasion de la mise en service de la ligne T2, annulée pour l'instant[13] ;
- Place Poterne - Gare de Blanc-Misseron, qui ouvrira dans un second temps[27],[14], annulée pour l'instant, elle aurait dû ouvrir en 2014 au plus tôt.

### Les terminus réguliers
Si tout est réalisé, la ligne T2, encore nommée B à l'époque, devait compter à terme trois terminus principaux, un autre disparaîtrait lors de la mise en service de la phase IV :
- La station de la place de Vieux-Condé, terminus nord-est.
- La station de la place Poterne, qui servira de terminus provisoire avant la mise en service de la phase IV, elle sera ensuite une simple station de passage.
- La station située à l'entrée ouest d'Onnaing, qui servira de terminus partiel, pour une rame sur deux, à partir de la mise en service de la phase IV.
- La station de la gare de Blanc-Misseron, à Crespin, qui servira de terminus partiel, pour une rame sur deux, à partir de la mise en service de la phase IV.

### Voies et tracé
Le parcours de la ligne est commun avec celui de la ligne 1 entre l'Université et le Pont Jacob. La ligne suit ensuite à partir de la Croix d'Anzin la route de Valenciennes à Condé-sur-l'Escaut par les communes d'Anzin, Bruay-sur-l'Escaut, Escautpont, Fresnes-sur-Escaut et Condé-sur-l'Escaut. La ligne traverse ensuite la commune de Condé-sur-l'Escaut par l'extérieur de la ville puis continue sur l'Avenue de la Liberté et la route de Bonsecours. Après l'arrêt du Hameau de Macou, la ligne se dirige vers le Lycée du Pays de Condé et vers son terminus du Boulon.
Sur la section entre la Croix d'Anzin et le terminus du Boulon, la ligne est principalement établie en voie unique en site spécial, des évitements permettant les croisements des rames. Elle possède également quelques sections en site banal et en site indépendant.
Types de sites utilisés (état 24 février 2014),
Les données en pourcentage sont exprimées en pourcentage de la branche ou de la ligne.
|                  | Site banal    | Site mixte    | Site spécial    | Site indépendant | Total            |
| ---------------- | ------------- | ------------- | --------------- | ---------------- | ---------------- |
| Dont voie unique | 0,00 km 0,00% | 0,00 km 0,00% | 8,93 km 40,98%  | 2,77 km 12,73%   | 11,70 km 53,71%  |
| Dont voie double | 0,83 km 3,80% | 0,15 km 0,67% | 6,28 km 28,82%  | 2,83 km 13,00%   | 10,09 km 46,29%  |
| Total            | 0,83 km 3,80% | 0,15 km 0,67% | 15,21 km 69,80% | 5,61 km 25,73%   | 21,79 km 100,00% |

Dont tronc commun
|                  | Site banal    | Site mixte    | Site spécial   | Site indépendant | Total           |
| ---------------- | ------------- | ------------- | -------------- | ---------------- | --------------- |
| Dont voie unique | 0,00 km 0,00% | 0,00 km 0,00% | 0,00 km 0,00%  | 0,00 km 0,00%    | 0,00 km 0,00%   |
| Dont voie double | 0,00 km 0,00% | 0,00 km 0,00% | 4,02 km 59,14% | 2,78 km 40,86%   | 6,79 km 100,00% |
| Total            | 0,00 km 0,00% | 0,00 km 0,00% | 4,02 km 59,14% | 2,78 km 40,86%   | 6,79 km 100,00% |

Dont branche de Condé
|                  | Site banal    | Site mixte    | Site spécial    | Site indépendant | Total            |
| ---------------- | ------------- | ------------- | --------------- | ---------------- | ---------------- |
| Dont voie unique | 0,00 km 0,00% | 0,00 km 0,00% | 8,93 km 59,54%  | 2,77 km 18,50%   | 11,70 km 78,04%  |
| Dont voie double | 0,83 km 5,53% | 0,15 km 0,97% | 2,26 km 15,08%  | 0,06 km 0,39%    | 3,29 km 21,96%   |
| Total            | 0,83 km 5,53% | 0,15 km 0,97% | 11,19 km 74,62% | 2,83 km 18,88%   | 15,00 km 100,00% |

### Liste des stations
|  |   |  | Stations               | Lat/Long                    | Communes desservies     | Correspondances                                                            |
|  | - |  | ---------------------- | --------------------------- | ----------------------- | -------------------------------------------------------------------------- |
|  | ■ |  | Université             | 50° 19′ 12″ N, 3° 30′ 45″ E | Famars                  | T1 103 104 IGO1 803 803E 823 971 Parc relais                               |
|  | • |  | Moriamez Recherche     | 50° 19′ 29″ N, 3° 30′ 51″ E | Famars                  | T1                                                                         |
|  | • |  | Campus Mont Houy       | 50° 19′ 43″ N, 3° 30′ 53″ E | Aulnoy-lez-Valenciennes | T1                                                                         |
|  | • |  | Chemin Vert            | 50° 19′ 53″ N, 3° 30′ 49″ E | Aulnoy-lez-Valenciennes | T1 S1                                                                      |
|  | • |  | Jules Chevalier        | 50° 20′ 02″ N, 3° 31′ 06″ E | Aulnoy-lez-Valenciennes | T1                                                                         |
|  | • |  | La Briquette           | 50° 20′ 24″ N, 3° 31′ 15″ E | Marly                   | T1                                                                         |
|  | ■ |  | Vosges                 | 50° 20′ 31″ N, 3° 31′ 02″ E | Valenciennes            | T1 S1                                                                      |
|  | • |  | Nungesser              | 50° 20′ 55″ N, 3° 31′ 09″ E | Valenciennes            | T1 Parc relais                                                             |
|  | • |  | Sainte-Catherine       | 50° 21′ 05″ N, 3° 31′ 01″ E | Valenciennes            | T1 110                                                                     |
|  | • |  | Porte de Paris         | 50° 21′ 12″ N, 3° 31′ 01″ E | Valenciennes            | T1 110                                                                     |
|  | • |  | Sous-Préfecture        | 50° 21′ 22″ N, 3° 31′ 11″ E | Valenciennes            | T1 C1 C3                                                                   |
|  | • |  | Hôtel de Ville         | 50° 21′ 29″ N, 3° 31′ 20″ E | Valenciennes            | T1                                                                         |
|  | ■ |  | Clemenceau             | 50° 21′ 39″ N, 3° 31′ 13″ E | Valenciennes            | T1                                                                         |
|  | • |  | Gare                   | 50° 21′ 50″ N, 3° 31′ 05″ E | Valenciennes            | TER Hauts-de-France TGV T1 1 5 6 30 S1 103 131 IGO2 C1 C2 951 951E 953 990 |
|  | • |  | Pont Jacob             | 50° 21′ 57″ N, 3° 30′ 51″ E | Valenciennes            | T1                                                                         |
|  | • |  | André Parent           | 50° 22′ 10″ N, 3° 30′ 45″ E | Anzin / Valenciennes    |                                                                            |
|  | • |  | Centre des Congrès     | 50° 22′ 29″ N, 3° 30′ 59″ E | Anzin                   | 2                                                                          |
|  | • |  | Les Terrils d'Anzin    | 50° 22′ 48″ N, 3° 31′ 14″ E | Anzin                   |                                                                            |
|  | • |  | Bleuse Borne           | 50° 23′ 02″ N, 3° 31′ 25″ E | Anzin                   |                                                                            |
|  | • |  | Pont de Bruay          | 50° 23′ 18″ N, 3° 31′ 37″ E | Bruay-sur-l'Escaut      |                                                                            |
|  | • |  | Ruelles                | 50° 23′ 30″ N, 3° 31′ 54″ E | Bruay-sur-l'Escaut      |                                                                            |
|  | • |  | Bruay Place            | 50° 23′ 49″ N, 3° 32′ 19″ E | Bruay-sur-l'Escaut      | S1 S2                                                                      |
|  | • |  | Fruitier               | 50° 24′ 07″ N, 3° 32′ 44″ E | Bruay-sur-l'Escaut      |                                                                            |
|  | • |  | Les Hauts Champs       | 50° 24′ 19″ N, 3° 33′ 01″ E | Bruay-sur-l'Escaut      |                                                                            |
|  | • |  | Thiers                 | 50° 24′ 32″ N, 3° 33′ 18″ E | Bruay-sur-l'Escaut      |                                                                            |
|  | • |  | Brunehaut              | 50° 24′ 49″ N, 3° 33′ 31″ E | Escautpont              |                                                                            |
|  | • |  | Salle Polyvalente      | 50° 25′ 08″ N, 3° 33′ 31″ E | Escautpont              |                                                                            |
|  | • |  | Escautpont Place       | 50° 25′ 25″ N, 3° 33′ 47″ E | Escautpont              |                                                                            |
|  | • |  | Fresnes Mairie         | 50° 25′ 58″ N, 3° 34′ 44″ E | Fresnes-sur-Escaut      | 6                                                                          |
|  | • |  | Carnot                 | 50° 26′ 10″ N, 3° 34′ 58″ E | Fresnes-sur-Escaut      |                                                                            |
|  | • |  | Condé Hôtel de Ville   | 50° 26′ 52″ N, 3° 35′ 41″ E | Condé-sur-l'Escaut      | 100 133                                                                    |
|  | • |  | Tourniquet             | 50° 27′ 11″ N, 3° 35′ 21″ E | Condé-sur-l'Escaut      |                                                                            |
|  | • |  | Hameau de Macou        | 50° 27′ 39″ N, 3° 35′ 37″ E | Condé-sur-l'Escaut      | 14                                                                         |
|  | • |  | Lycée du Pays de Condé | 50° 27′ 39″ N, 3° 34′ 58″ E | Condé-sur-l'Escaut      | 100 109 133 IGO2                                                           |
|  | ■ |  | Le Boulon              | 50° 27′ 28″ N, 3° 34′ 30″ E | Vieux-Condé             | 14 100 109 IGO2                                                            |

(Les stations en gras servent de terminus partiel à certaines heures)

### Alimentation électrique
Comme pour la ligne T1, la tension d'alimentation est 750 volts courant continu. L'énergie est distribuée le long de la ligne par la ligne aérienne de contact. Le pantographe glissant le long de la LAC collecte l'énergie pour l'alimentation de la traction.

### Conduite et signalisation
La ligne est exploitée en conduite à vue, la signalisation routière est complétée par une signalisation propre pour les limitations de vitesses et la gestion de la priorité du tramway aux carrefours. Les sections en voie unique sont soumises à une conduite avec cantonnement et dispositif d'arrêt automatique des trains (DAAT) pour le contrôle de franchissement des signaux.

## Matériel roulant
Les circulations sont réalisées par des Citadis 302. Les rames de la ligne T2 sont remisées comme celles de la ligne T1 dans le dépôt de Saint-Waast, bâti le long de la première ligne entre les stations Anzin Hôtel de Ville et Saint-Waast.

## Exploitation

### Contrat
La ligne T2 du tramway de Valenciennes, tout comme la ligne T1 et les lignes d'autobus du réseau Transvilles, est gérée sous l'autorité du Syndicat intercommunal de mobilité et d'organisation urbaine du Valenciennois (SIMOUV) dans le cadre d'une délégation de service public (DSP). Le 1er janvier 2015, le SIMOUV a confié la DSP à RATP Dev et sa filiale Compagnie des Transports du Valenciennois et du Hainaut (CTVH), et ce jusqu'à fin 2022, succédant à Transdev qui était chargé du réseau de 2010 à fin 2014. Le 1er janvier 2023, Keolis succède à RATP Dev.

### Principes de la desserte
La fréquence en période scolaire est de 12 minutes. Pendant les vacances scolaires de 15 minutes et le dimanches et jours fériés à 30 minutes.

### Temps de parcours moyens
Selon les fiches horaires de septembre 2022, le temps de parcours moyen entre les stations Université et Le Boulon est de 1 heure et 11 minutes.

### Tarification
Auparavant le système de billetique était des cartes à puces "Transcarte" pour les usagers réguliers et des tickets magnétiques cartonnés pour les usagers occasionnels.
Depuis le 9 juillet 2018, Transvilles a adopté la carte Pass Pass, une carte utilisée par plusieurs sociétés de transports en commun de la région, notamment les TER Hauts-de-France, Transvilles…
Ainsi, les usagers réguliers doivent avoir une carte Pass Pass chargée de leur abonnent et les usagers occasionnels devront avoir un Billet Pass Pass cartonné (qui coûte 0,20 euro) sur lequel ils pourront recharger jusqu'à 10 fois des titres occasionnels (1, 2, 10 voyages ou Journée) sur les bornes de rechargement situés aux stations de tramway et dans les agences Transvilles. Ceux qui prennent le bus peuvent acheter auprès du conducteur un ticket papier "Billet Transexpress".
Le coût d'un trajet actuellement est de 1,60 euro, auquel vient s'ajouter les 0,20 euro du billet Pass Pass si vous l'achetez pour la première fois.

## Coût
Le coût de la branche vers Vieux-Condé est de 124 millions d'euros, répartis comme suit :
- 74 millions d'euros pour l'infrastructure tramway ;
- 18 millions d'euros sur la voirie ;
- 32 millions d'euros sur les autres aménagements[32].

Le coût au kilomètre pour cette ligne à voie unique, mais qui comporte toutefois deux kilomètres à voie double, est de huit millions d'euros, voire 7,4 millions d'euros en y retranchant les travaux effectués pour tiers. En France, le coût d'un kilomètre de ligne de tramway oscille entre treize et vingt-deux millions d'euros.
Stéphane Potin, pour Ingérop, indique déjà que de nombreuses villes sont intéressées par le projet, et que des délégations devraient venir voir le fonctionnement du tramway.

## Inauguration
La ligne a été inaugurée le 13 décembre 2013.

L'inauguration
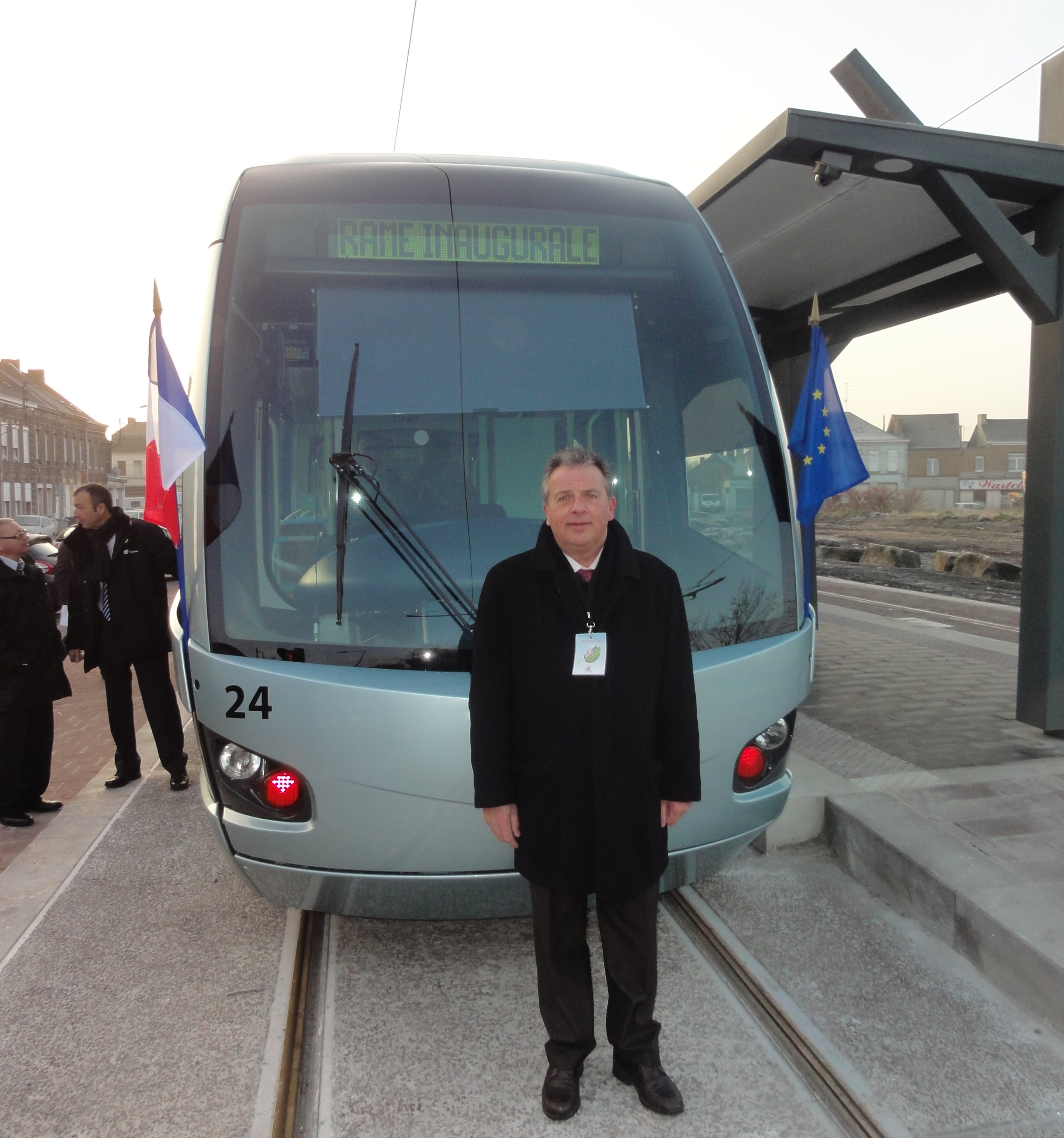
Philippe Roulet devant la rame inaugurale.
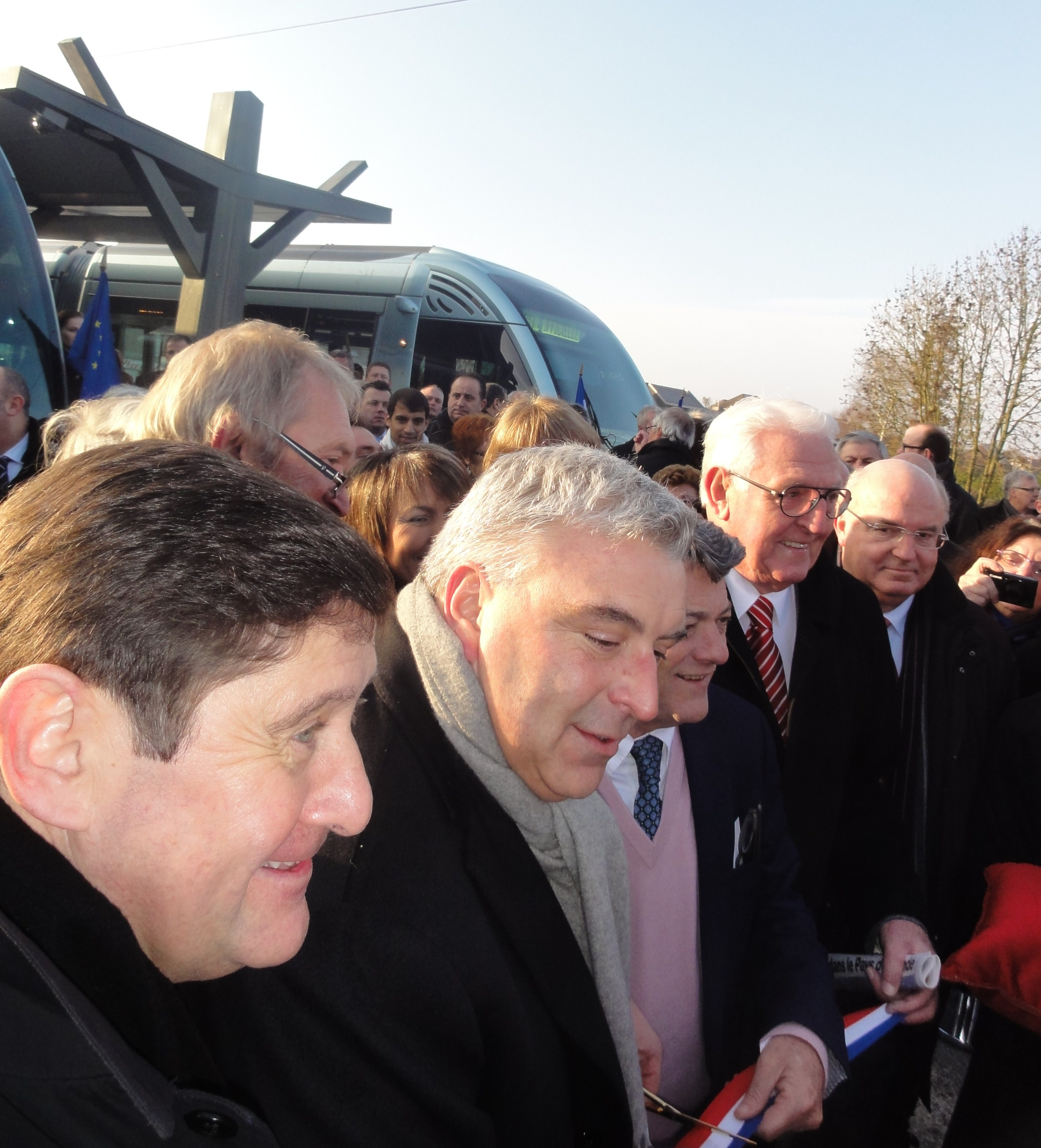
Le ruban coupé.
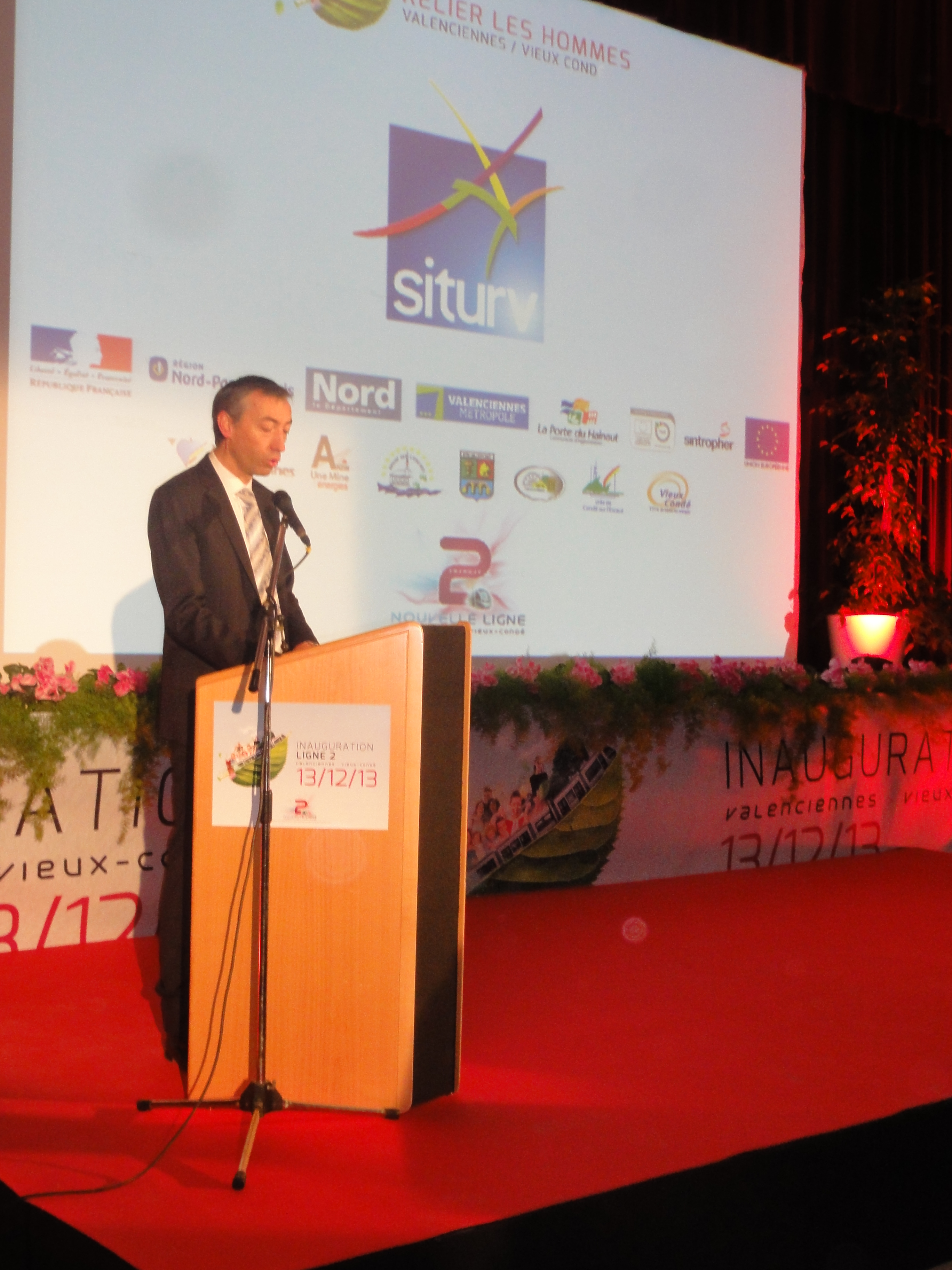
Discours de Pierre-Michel Bernard, maire d'Anzin.
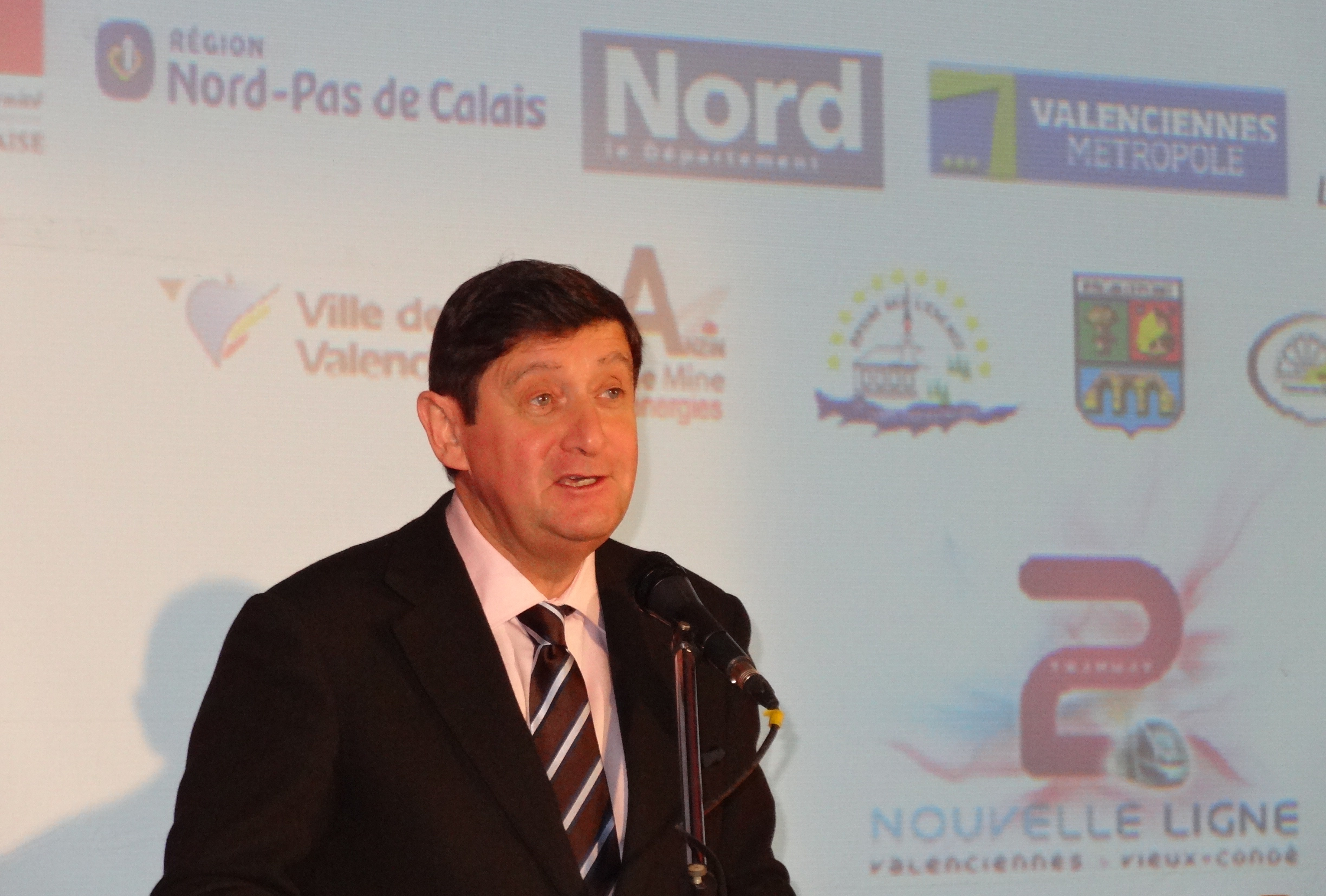
Discours de Patrick Kanner.
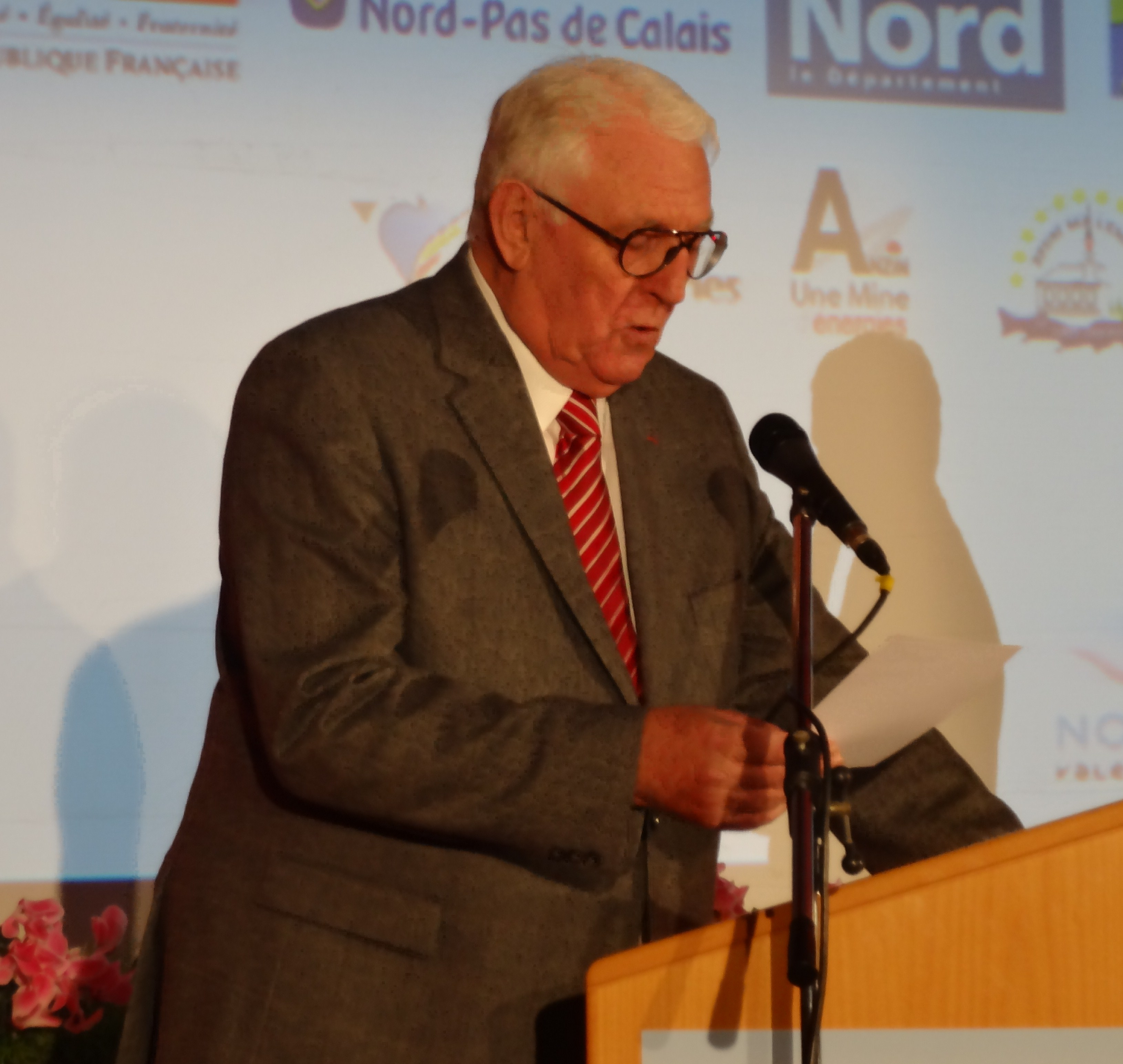
Discours de Francis Decourrière.
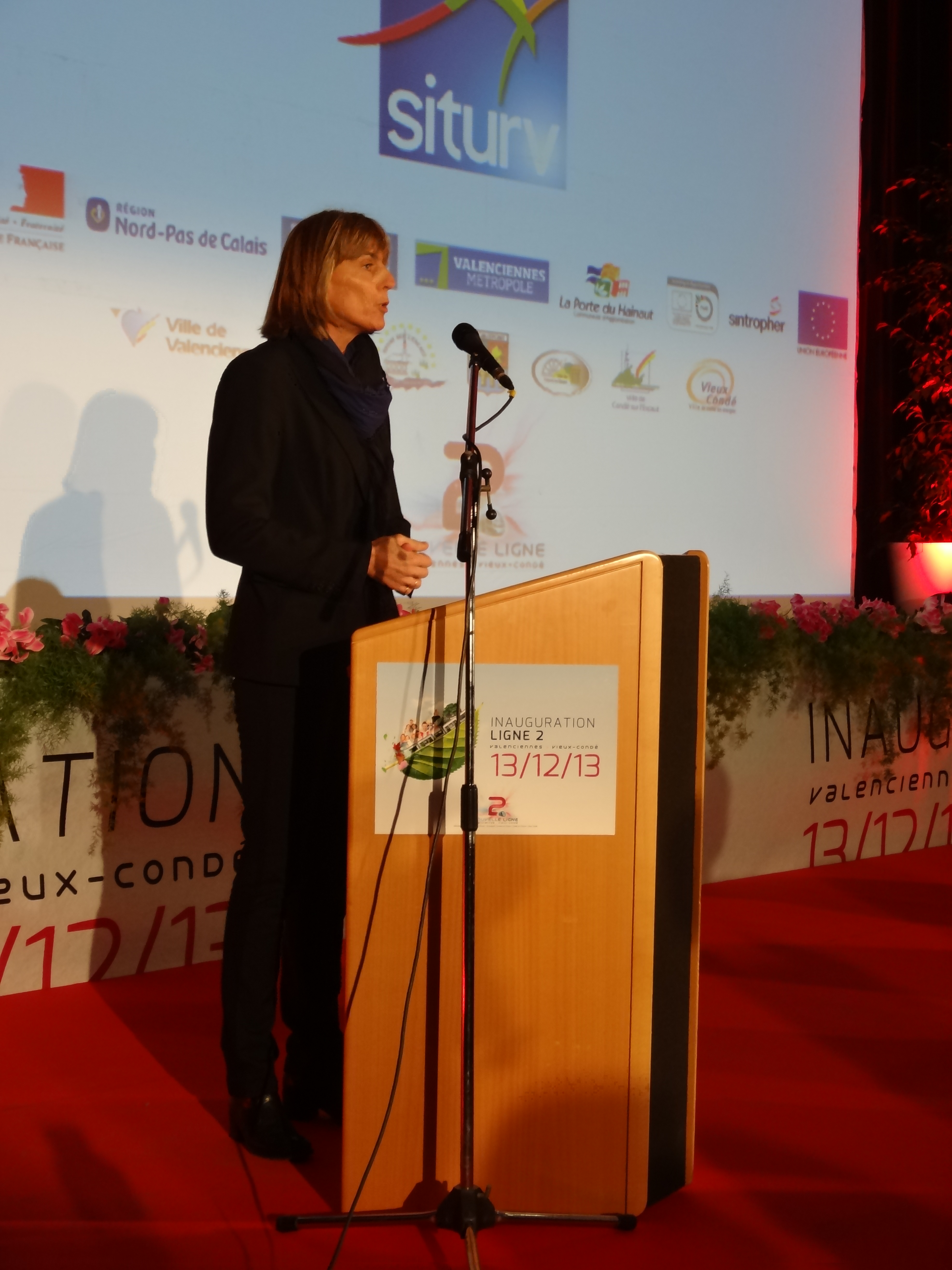
Discours de Valérie Létard.
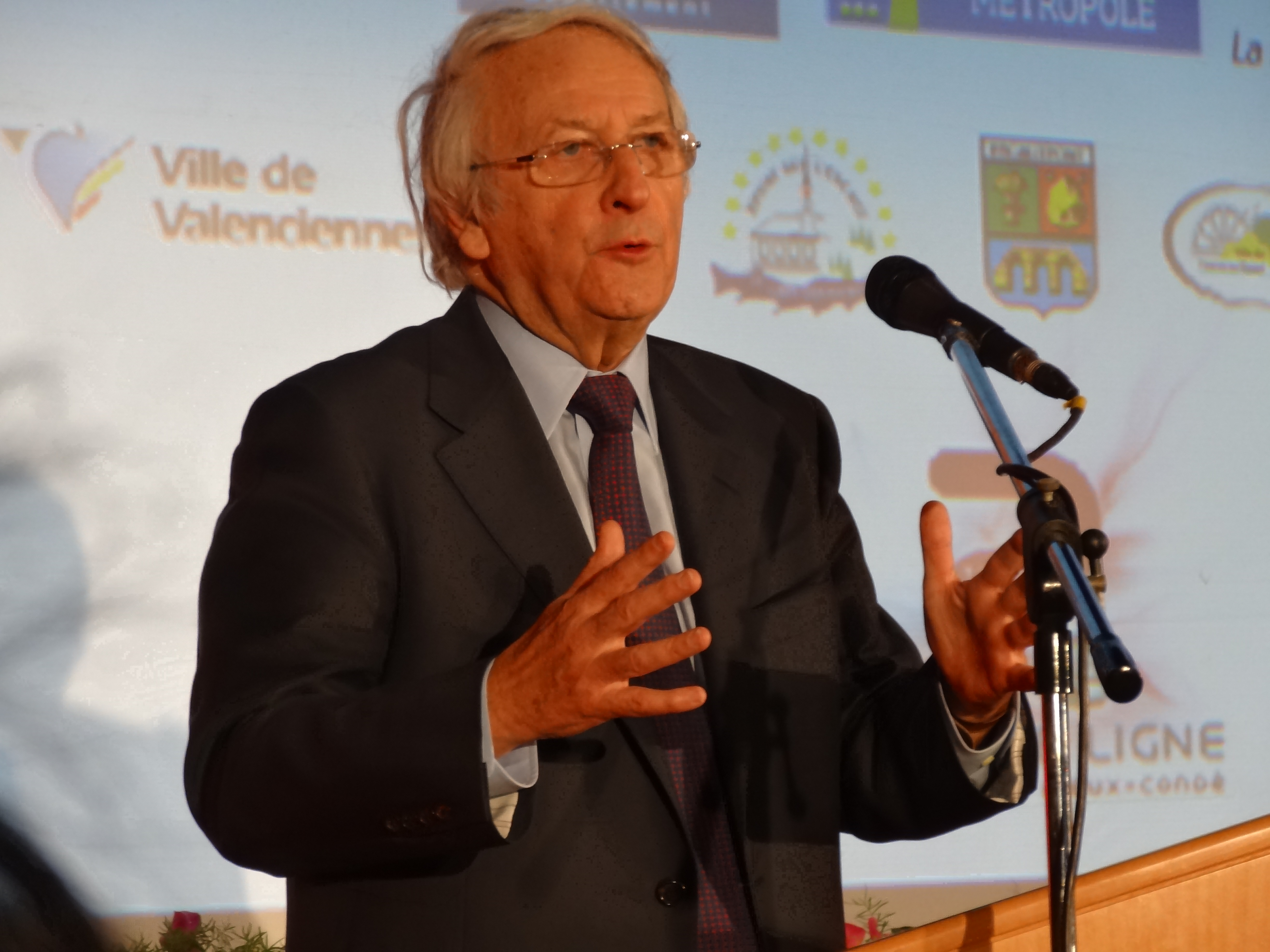
Discours de Daniel Percheron.
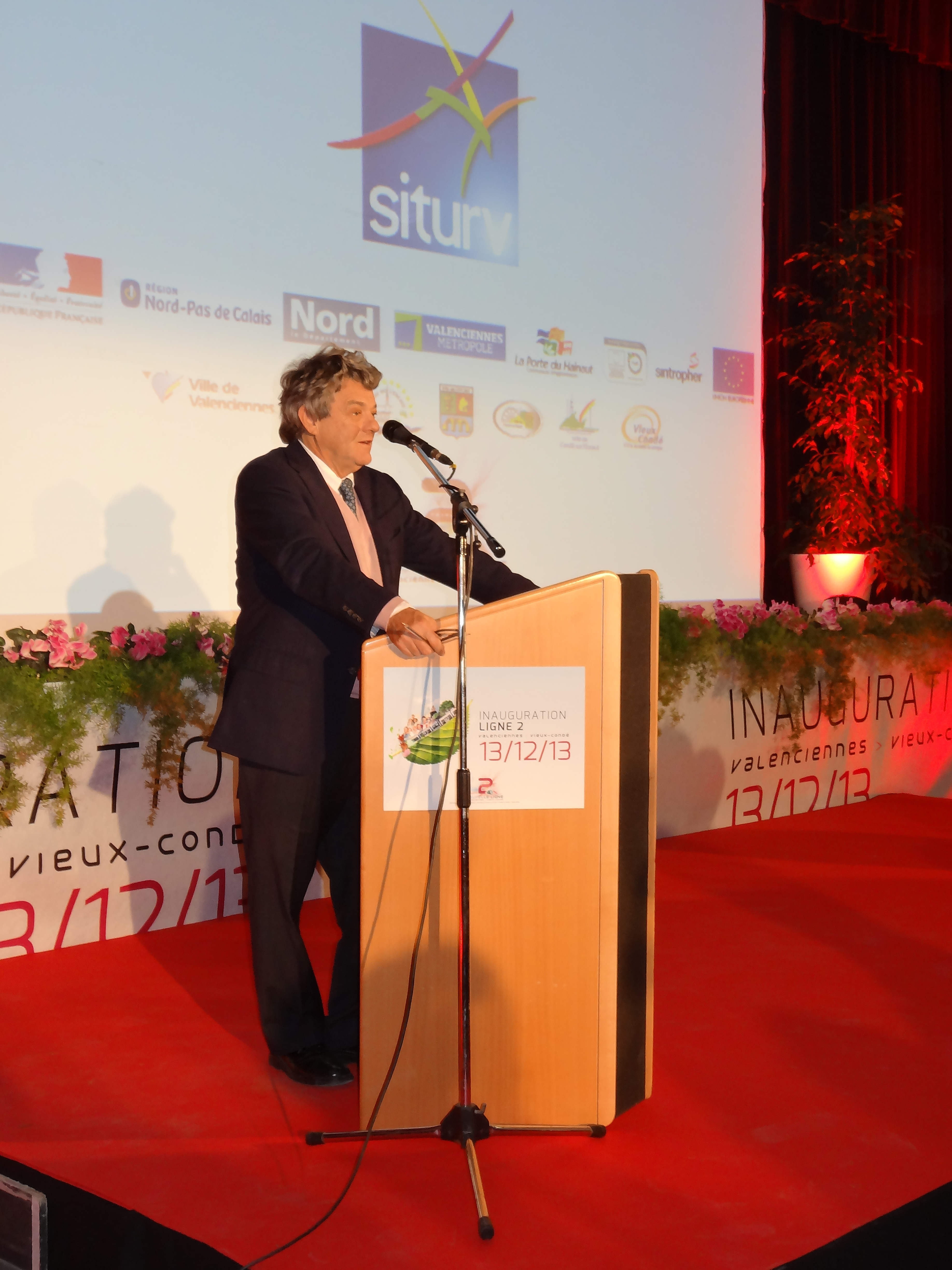
Discours de Jean-Louis Borloo.

## Projets d'extensions
Lorsque la ligne sera entièrement construite, si elle vient à l'être, de Vieux-Condé à Crespin via Valenciennes, il est envisagé de poursuivre la ligne de tramway de la gare de Blanc-Misseron jusqu'à celle de Quiévrain, en continuant d'emprunter la ligne de Douai à Blanc-Misseron. Les responsables français et belges du projet, à savoir le SITURV, Infrabel, SNCB-Holding, le TEC, l'IDEA, mais aussi les élus locaux, sont d'accord pour cette extension de 1 200 mètres. Manu Disabato chiffre ce projet de deux à quatre millions d'euros. D'après Daniel Dorsimont, bourgmestre de Quiévrain, « l'arrivée du tramway constitue une belle opportunité ». La SNCB et les TEC estiment que ce projet « serait aussi un fameux incitant économique ». Ce projet est l'occasion de relier le TER Nord-Pas-de-Calais au réseau ferroviaire belge. La fédération de Mons-Borinage du Parti socialiste soutient très favorablement le projet.
En parallèle, des élus belges ont un projet, qui n'en est encore qu'à l'état d'idée, de créer une ligne de tramway traversant les communes de Dour, Boussu, Hornu, Quaregnon, Jemappes et les Grands Près à Mons, augurant le retour du tramway dans le Borinage,.
En attendant ces prolongements hypothétiques, une déclaration d'utilité publique est en préparation à Vieux-Condé, dans le but de prolonger le tramway sur quelques centaines de mètres.